# Société de tir de Nancy
La Société de tir de Nancy (STN) est une société de tir sise au 41, rue de Tomblaine, à Nancy.

## Histoire

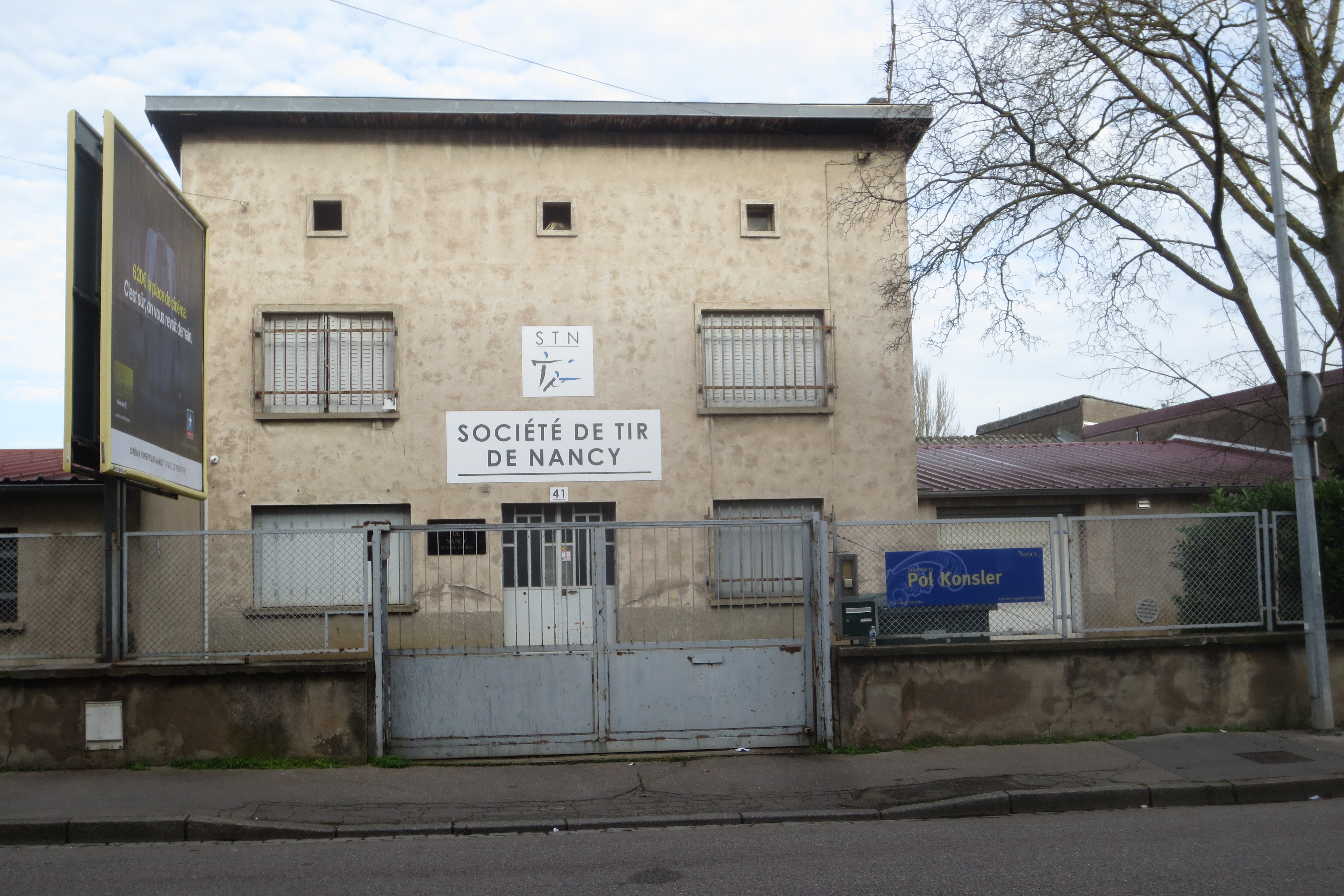
Façade rue de Tomblaine (2020).

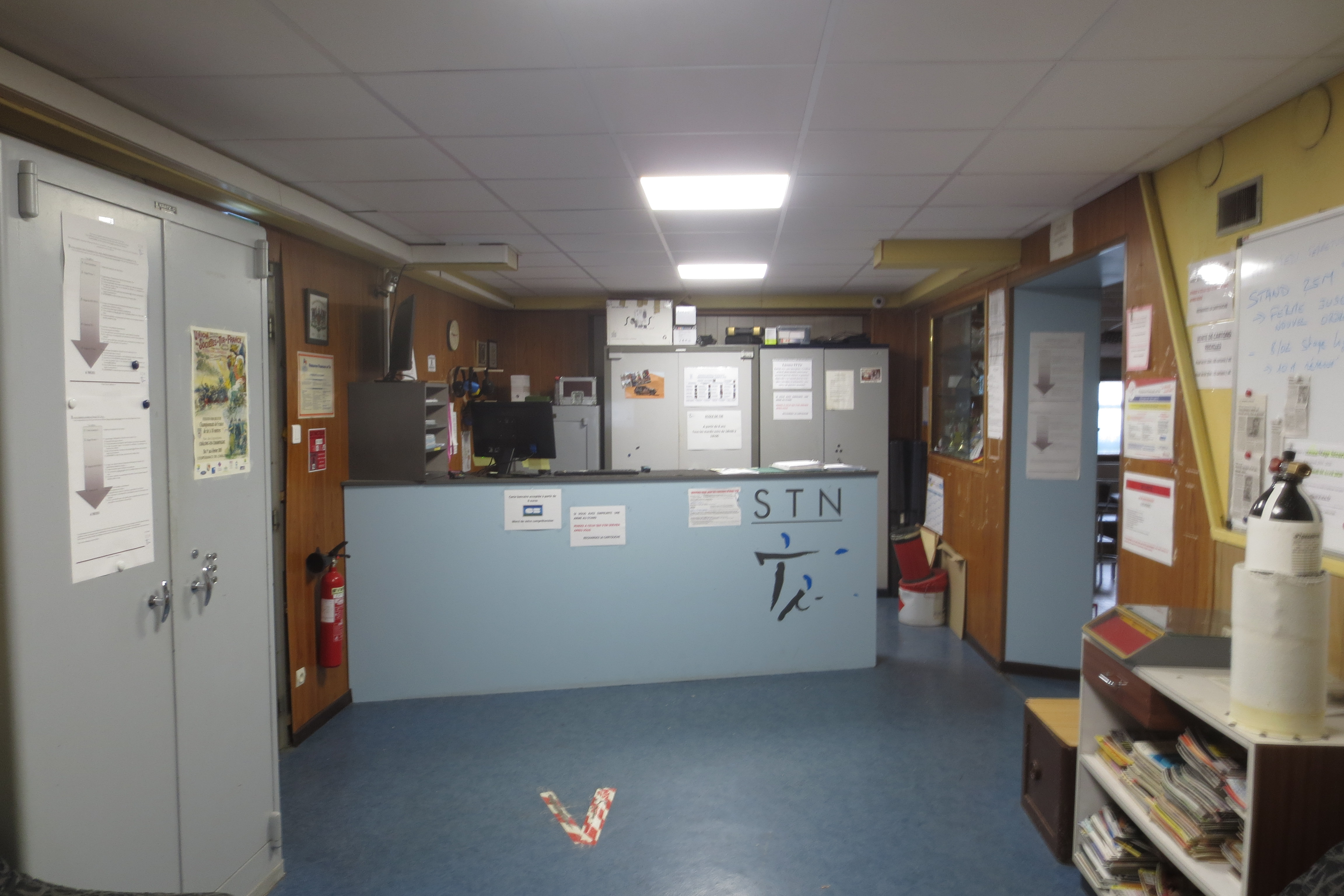
L'accueil

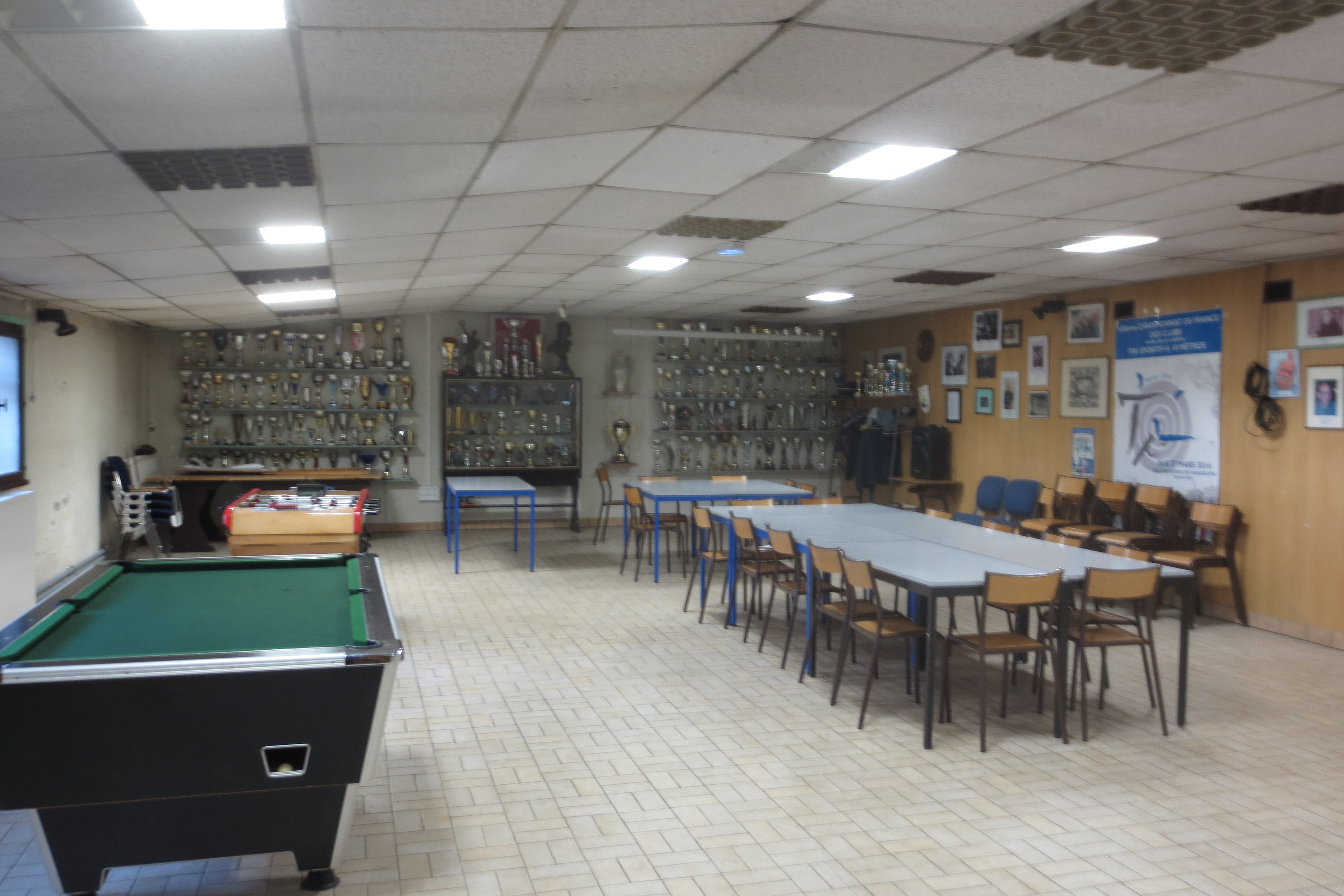
Salle commune.

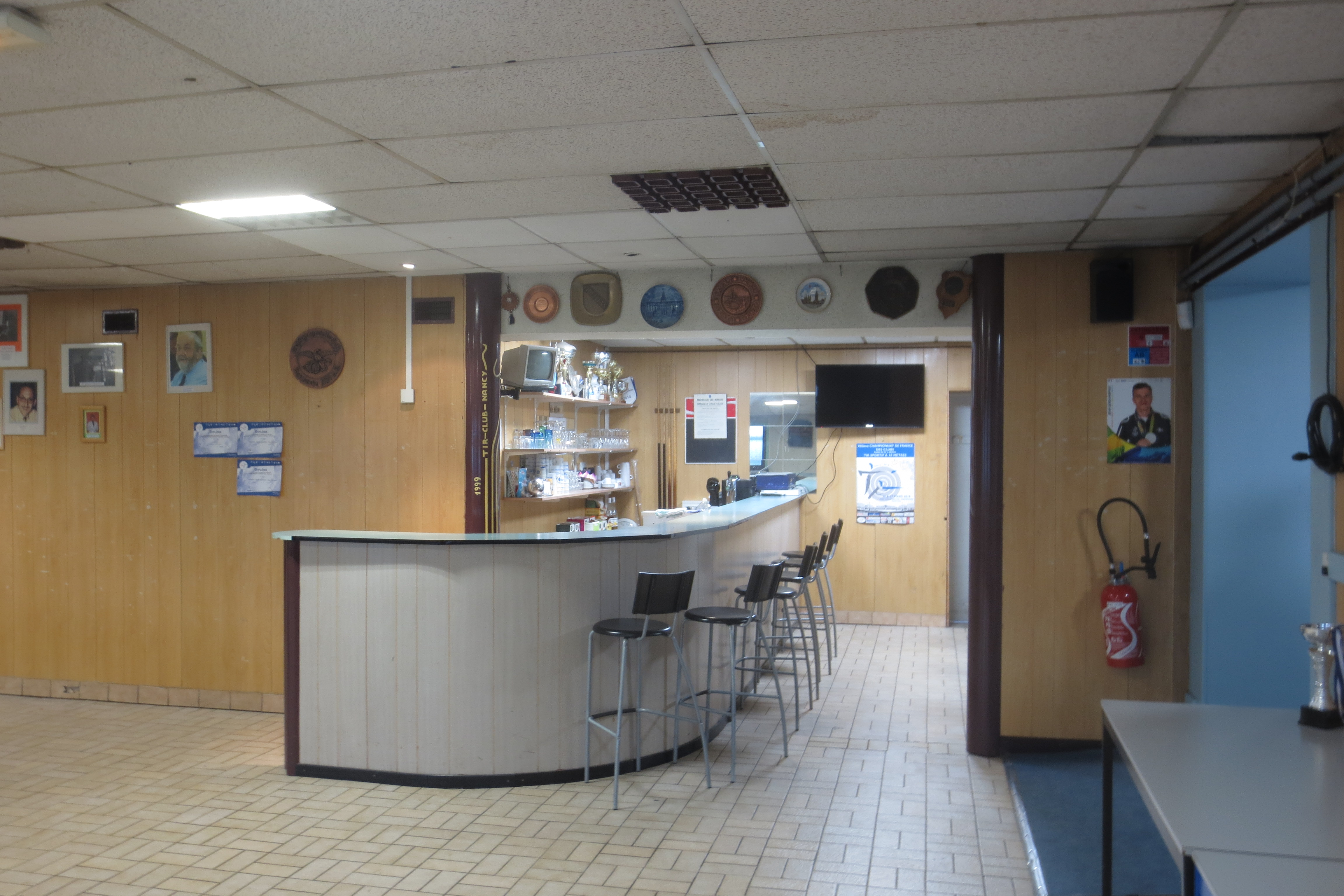
Bar.

Elle a vu le jour en 1866 et se prévaut de l'héritage des Arquebusiers de la Butte (1570),(la butte étant un « tertre naturel ou artificiel où l'on adosse la cible »), une des plus anciennes sociétés de tireurs civils de France. La STN est la plus ancienne association sportive de Nancy toujours en activité,.

### Débuts
Le 3 avril 1369, Charles V ordonne que, dans chaque ville, les archers et les arbalétriers se regroupent en compagnies pour s'entraîner et s'affronter lors de concours. Avec le développement des armes à feu, des compagnies spécifiques sont créées sur le modèle des précédentes. Parmi les plus anciennes, on compte Les Chevaliers Tireurs de Chambéry, fondée en 1509 ; L'Arquebuse Soissonnaise, en 1536, et Les Arquebusiers de la butte, en 1570, à Nancy.
En 1735, un édit interdit ces compagnies et, avec la Révolution, les dernières sont dissoutes.

### XIXesiècle
En 1866, sont créées des sociétés civiles de tir, dont la Société de tir de Nancy, regroupées en 1886 dans l'Union des sociétés de tir de France, créée le 3 juin 1886 et dont le rôle est d'organiser des Championnats nationaux et scolaires, d'établir des records et de préparer la jeunesse à l'obtention du certificat d'aptitude militaire. Le succès est immédiat, le nombre des inscriptions élevé. À cette époque, la société de tir de Nancy dispose d'un champ de tir de 250 mètres de longueur.
Le 14 juillet 1866, la Société de tir de Nancy et la Société orphéonique inaugurent les fêtes données, en présence de l'Impératrice, pour l'anniversaire séculaire de la réunion du duché de Lorraine à la France.
En 1878, est créée une école de tir pour les jeunes de 16 à 21 ans. Les tirs s'effectuent à courte distance avec des armes de calibre 6 mm.
Rappelons que la pratique du tir avait été rendue obligatoire pour les garçons, instituée par Jules Ferry (décret du 27 juillet 1882), au sein de l'éducation nationale. D'autre part, Nancy étant devenue la ville la plus peuplée du Nord-Est attirait à cette époque un nombre important de personnes fuyant l'annexion de l'Alsace-Lorraine, annexion au sujet de laquelle un fort climat de revanche existait.
En 1890, il existe 1 171 sociétés de tir en France qui comptent 175 000 tireurs. L'objectif de ces sociétés est de préparer un maximum de tireurs à utiliser une arme lors d'une prochaine guerre, en particulier à proximité des frontières de l'est.
Les 12, 13 et 14 juin 1890, la Société de Tir de Nancy organise un grand concours dont la remise des prix par le général Hugot a lieu le 15 juin à la salle Poirel.
Lors des fêtes de Nancy des 5, 6 et 7 juin 1892, un grand concours de tir est organisé par la société de Tir.
En avril 1894, le stand est adapté et permet d'« ouvrir 13 cibles au tir à l'arme de guerre ».
Au début du XXe siècle, la Société de tir de Nancy était englobée dans la société de tir du 42e régiment d'infanterie territoriale, dans le cadre des nécessités de la préparation militaire. À cette époque, elle éditait son Bulletin trimestriel de la Société de tir de Nancy.
La Société de Tir de Nancy obtient en 1900 une médaille d'or à l'Exposition de Paris.

### XXesiècle
En 1903, la société de tir de Nancy prend possession de ses nouveaux locaux : le stand du Grémillon, situé en dehors de la zone urbanisée pour des raisons de sécurité.
C'est dans ces installations neuves qu'en 1906, du 13 juin au 2 juillet, le 13ème concours national et international de tir est organisé,,. Cette manifestation est placée sous le patronage d'Armand Fallières, président de la République. Le signal du début des tirs est donné par le tir d'un coup de canon.
Au début de ce siècle la Société de Tir de Nancy édite un bulletin nommé "Le Grémillon".
En avril et mai 1909, la Société de Tir de Nancy est chargée de l'organisation du VIème concours fédéral de tir.
Le 23 novembre 1913, la remise des prix de la STN se fait en présence de Mr Lebrun, ancien ministre des Colonies et futur Président de la République qui déclare : « Les temps que nous traversons ne sont plus ceux d'il y a sept ou huit ans. Confiants dans la paix, nous avions désarmé. L'orient nous a réveillés. la France a traversé des heures critiques, mais elle en est sortie avec honneur et profit ».
En août 1939 la société de tir de Nancy accueille le XXIX concours de la Fédération des Sociétés de Tir et de préparation militaire de l'est. Le 25 août, cette compétition est arrêtée après la troisième séance du fait de l'absence de personnel de la Société de tir de Nancy, appelés sous les drapeaux.
Pendant la Seconde Guerre mondiale, les activités de la Société de Tir de Nancy sont mises en sommeil, on peut lire dans l'Est Républicain du 25 août 1939 : « En raison de la situation actuelle, la 4e séance du concours fédéral de tir, qui devait avoir lieu samedi 26 et dimanche 27 août courant, est reportée à une date ultérieure. Par suite du manque de personnel de la Société de tir de Nancy, rappelé sous les drapeaux et de marqueurs, la Société se trouve dans l'impossibilité d'assurer la marche de cette séance ».
L'année 1958 voit l'inauguration des installations actuelles.
Pour son centenaire, en 1966, la société organise un grand concours international avec la participation de clubs de Karlsruhe, Luxembourg, Hespérange, Sarrebruck et des bases américaines proches.
En 1970, est organisé à Nancy les championnats de France de tir à 50, 25 et 10 mètres : l'adjudant-chef Noël est le premier à réaliser le score de 600/600, discipline carabine 60 balles couché, lors de cette manifestation.

### XXIesiècle
En 2003, quand Nancy accueille les quatorzièmes jeux mondiaux des transplantés, naturellement, les épreuves de tir ont lieu dans les locaux de la STN.
La Société de tir de Nancy fête ses 150 ans d'existence en 2016. À cette occasion est organisé, les 26 et 27 mars, le championnat de France des clubs 10 mètres,,,,,.
Deux équipes du Club sont qualifiées pour le championnat de France des Clubs à 10 mètres en 2023 : en D1 pour les pistoliers et en D2 pour les carabiniers. L'équipe pistolet se classe en quatrième position de seconde division lors des championnats 25/50/300 mètres et accède donc à la première division,.
Lors de la saison 2023-2024, l'équipe pistolet se présente, renforcée par l'ex-internationale touloise Kateline Nicolas, au championnat de France des clubs en première division et se classe troisième.
En 2024, la municipalité de Nancy, propriétaire du site, a engagé une réflexion sur la réorganisation de l'ensemble du complexe sportif comprenant les stades Victor et Matter ainsi que les installations de la STN .

## Localisation

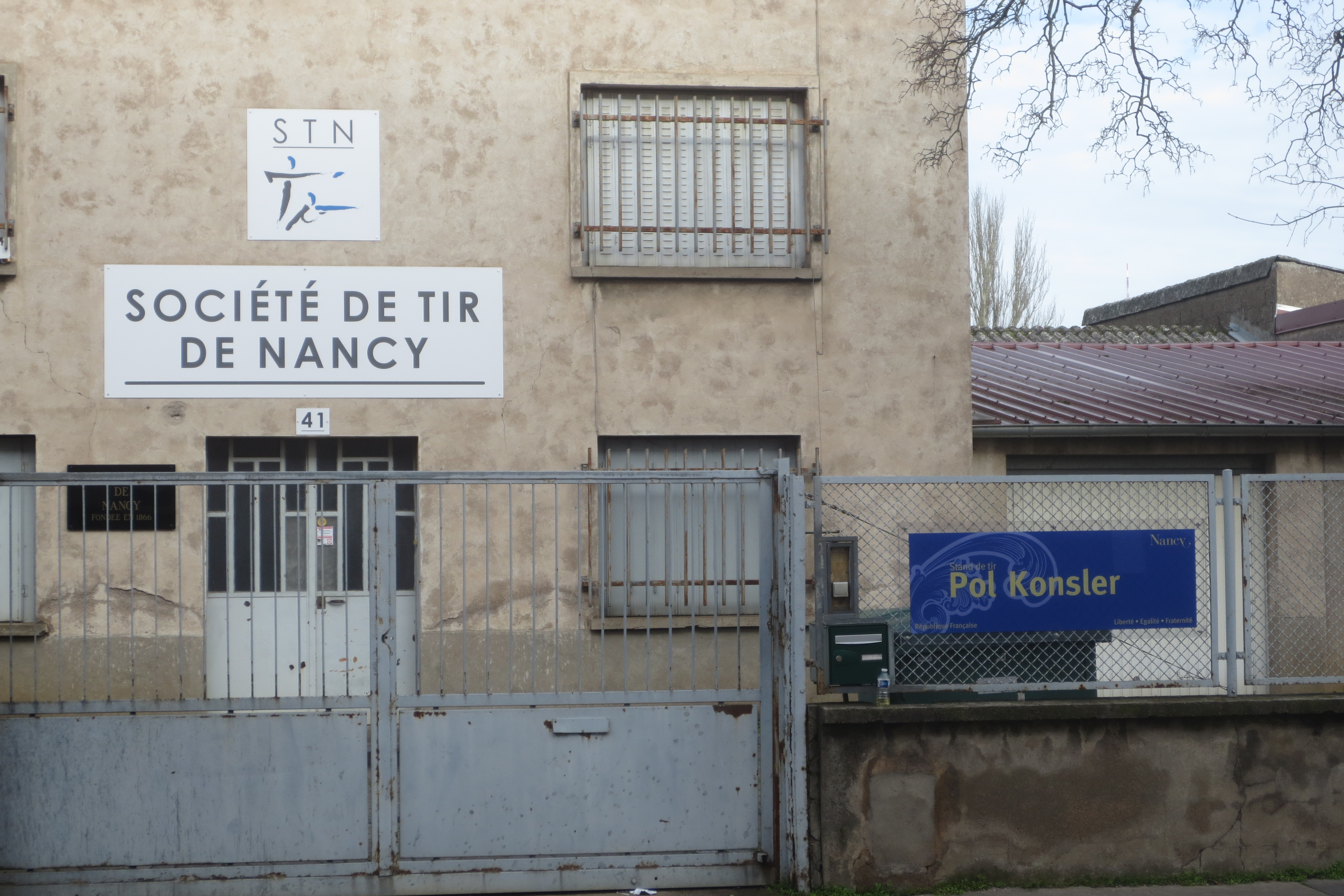
Stand de tir Pol Konsler.

Elle est aujourd'hui basée dans des locaux (Stand Pol Konsler) construits après la Seconde Guerre mondiale au 41 de la rue de Tomblaine à Nancy 48° 41′ 15″ N, 6° 12′ 08″ E (unité foncière cadastrée AX 151 d'une surface de 3 130 m2),.

## Liste de dirigeants

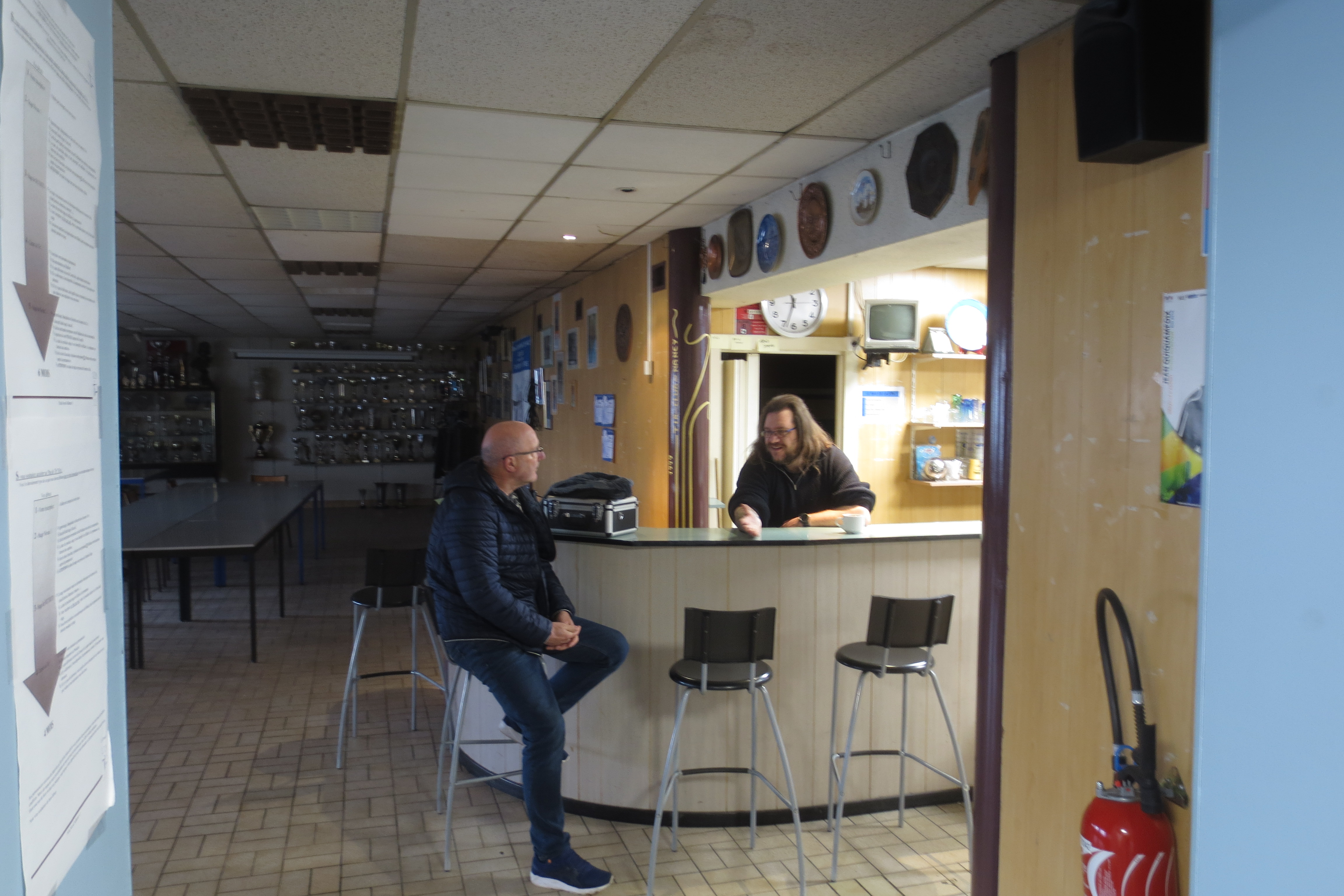
Le président Himber assurant la permanence.

- 1866 : Mr Boppe président fondateur[6].
- 1866 : Commandant Montignault est élu président[6],[48].
- 1871 : Léopold Quintard est président[49].
- 1875 : Victor de Metz est élu président[6].
- 1891 : Albert Maringer  est élu président[6],[50].
- 1892 : Mr Durr est trésorier, Mr Beaupré secrétaire et Mr Bénigen directeur de tir[18]
- 1892 : le lieutenant Paulus du 41ème régiment térritorial d'infanterie est président[51].
- 1903 : Albert Maringer est réélu président[52].
- 1907 : M.Balme, plusieurs fois champion du Monde, est directeur de tir[53].
- 1931 : présidence de M. Maujean[54].
- 1950 : présidence de René Koch[6].
- 1950 à 1965 : présidence de Serge Buclier[6].
- 1965 à 1970 : présidence de Jacques Braun[6].
- 1971 à 1985 : présidence de Rémi Masson[6].
- 1985 à 1988 : présidence de Michel Raillard[6].
- 1988 à 1998 : présidence de Alain Cavaré[6].
- 1998 à 2002 : présidence de René Thomassin[6].
- 2002 à 2006 : présidence de Liliane Kling[6].
- 2006 à 2010 : présidence de Alain Cavaré[6].
- 2010 à 2014 : présidence de André Didier[6].
- 2014 à 2022: présidence de Hervé Himber[6].
- depuis 2022 : présidence de Jean-Marc Malgras.

## Pas de tir
L'équipement sportif est constitué de quatre pas de tir qui sont installés dans l'enceinte du stand, : 
- 20 postes de tir à 10 m dans un local chauffé (dont 10 électroniques et 2 postes convertibles en ciblerie vitesse) (Le stand 10 m sur le site de la STN);
- 8 postes de tir à 25 m en extérieur (Le stand 25 m sur le site de la STN);
- 8 postes de tir à 25/50 m en extérieur;
- 15 postes de tir à 50 m en extérieur (5 postes d'entrainement et 10 postes électroniques de compétition) (Le stand 50 m sur le site de la STN).

Les pas de tir en extérieur sont couverts.

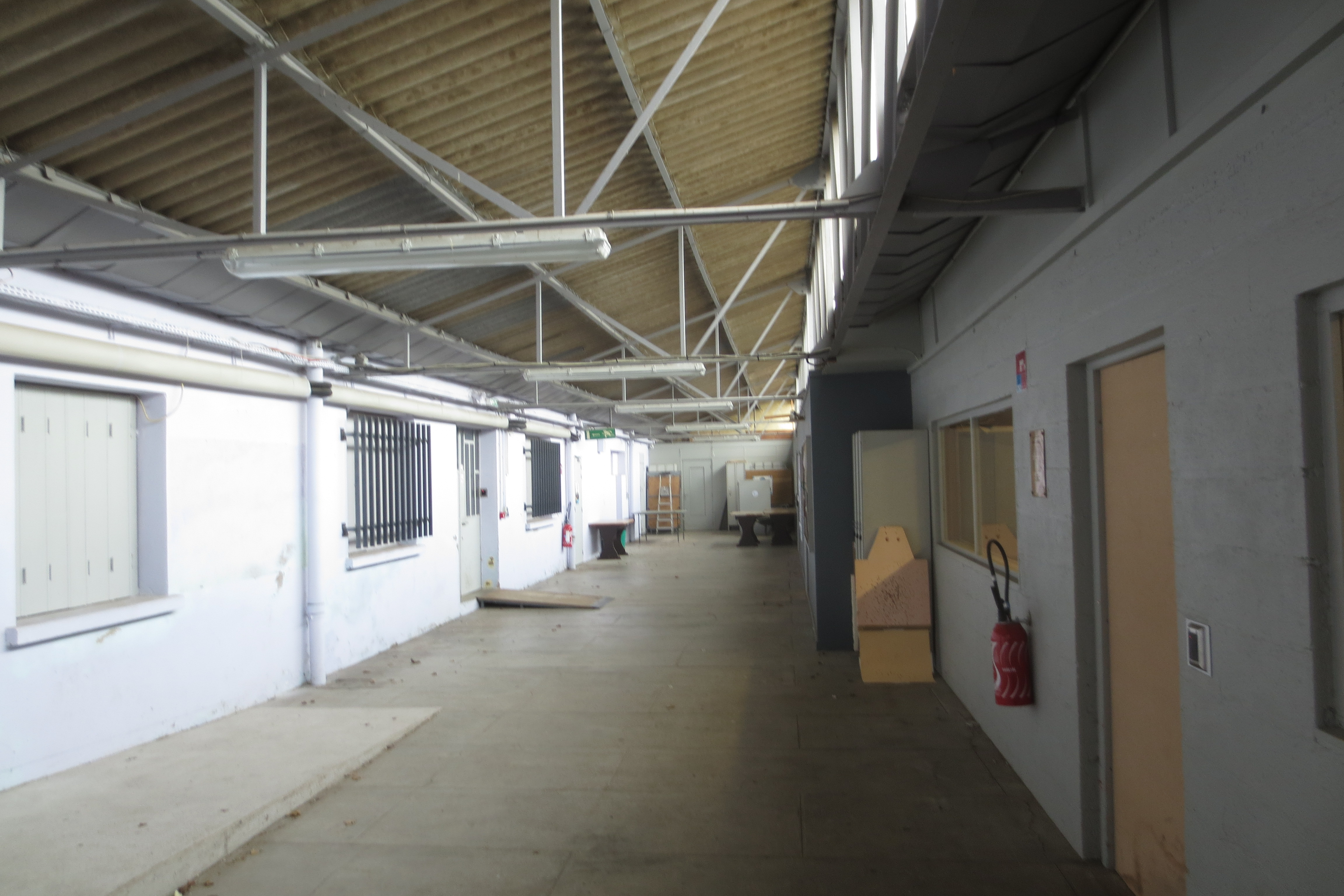
Espace d'accès aux pas de tir.
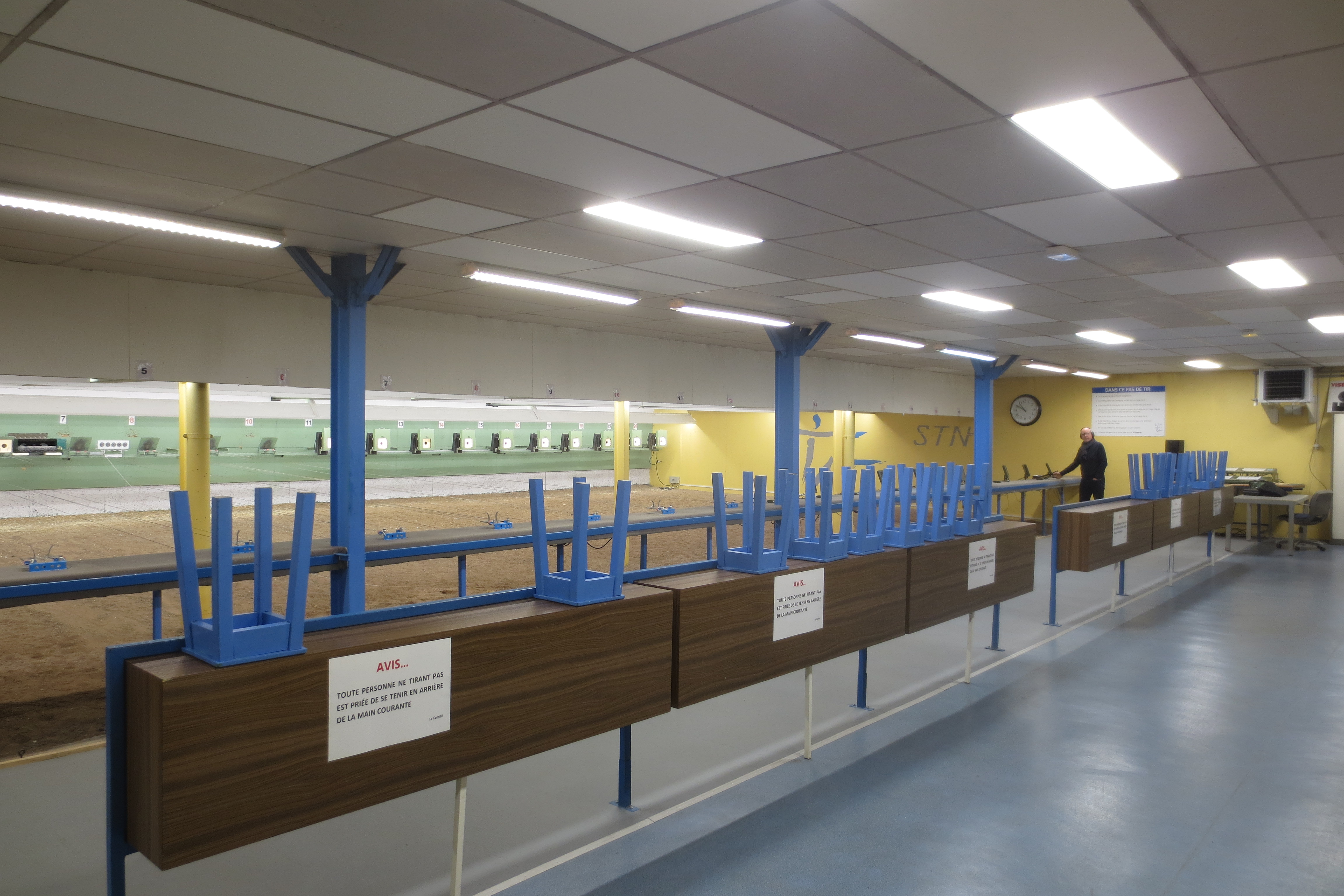
Pas de tir 10 mètres
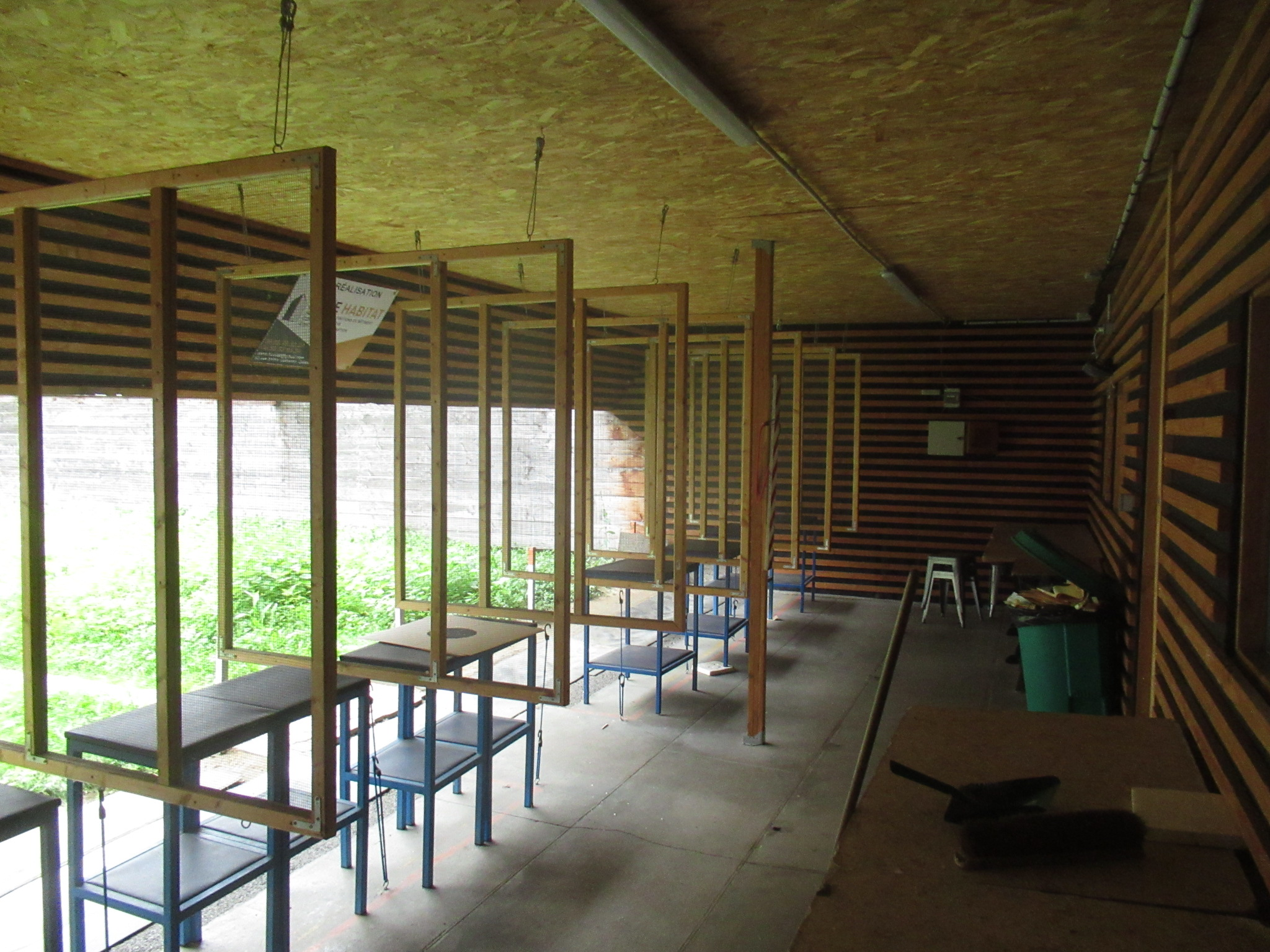
Pas de tir 25 mètres armes de poing
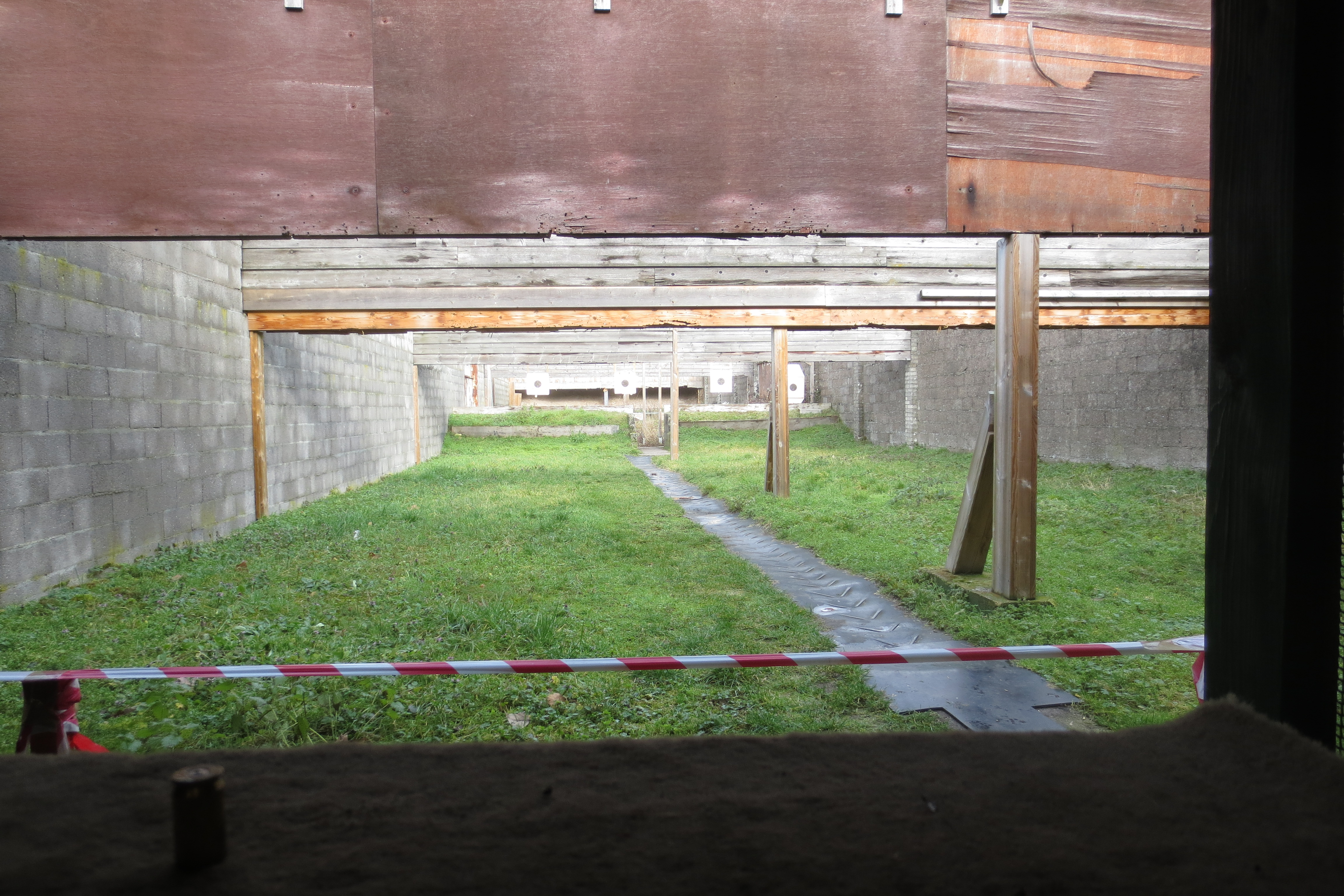
Pas de tir 25-50 mètres armes de poing
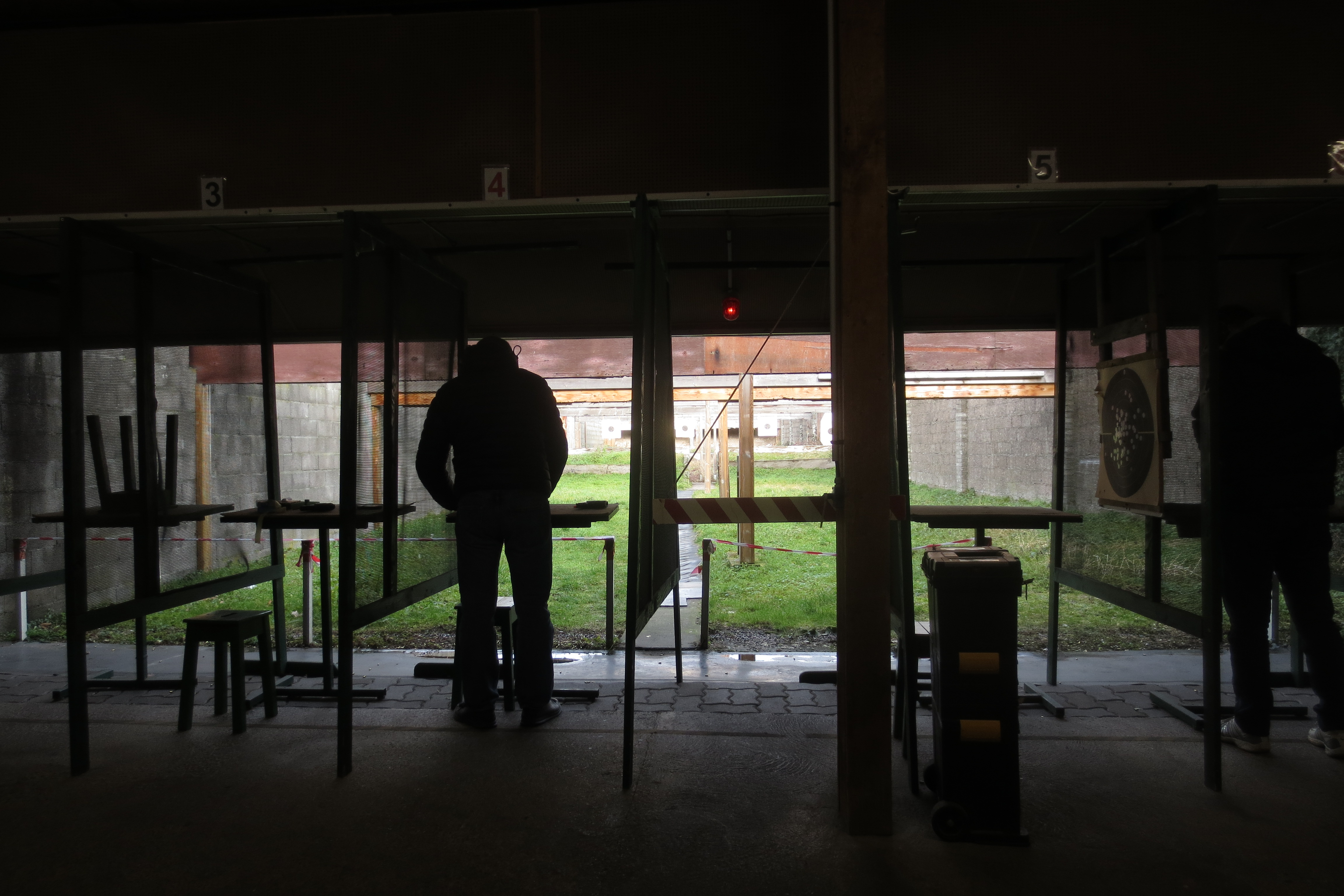
Pas de tir 25-50 mètres armes de poing
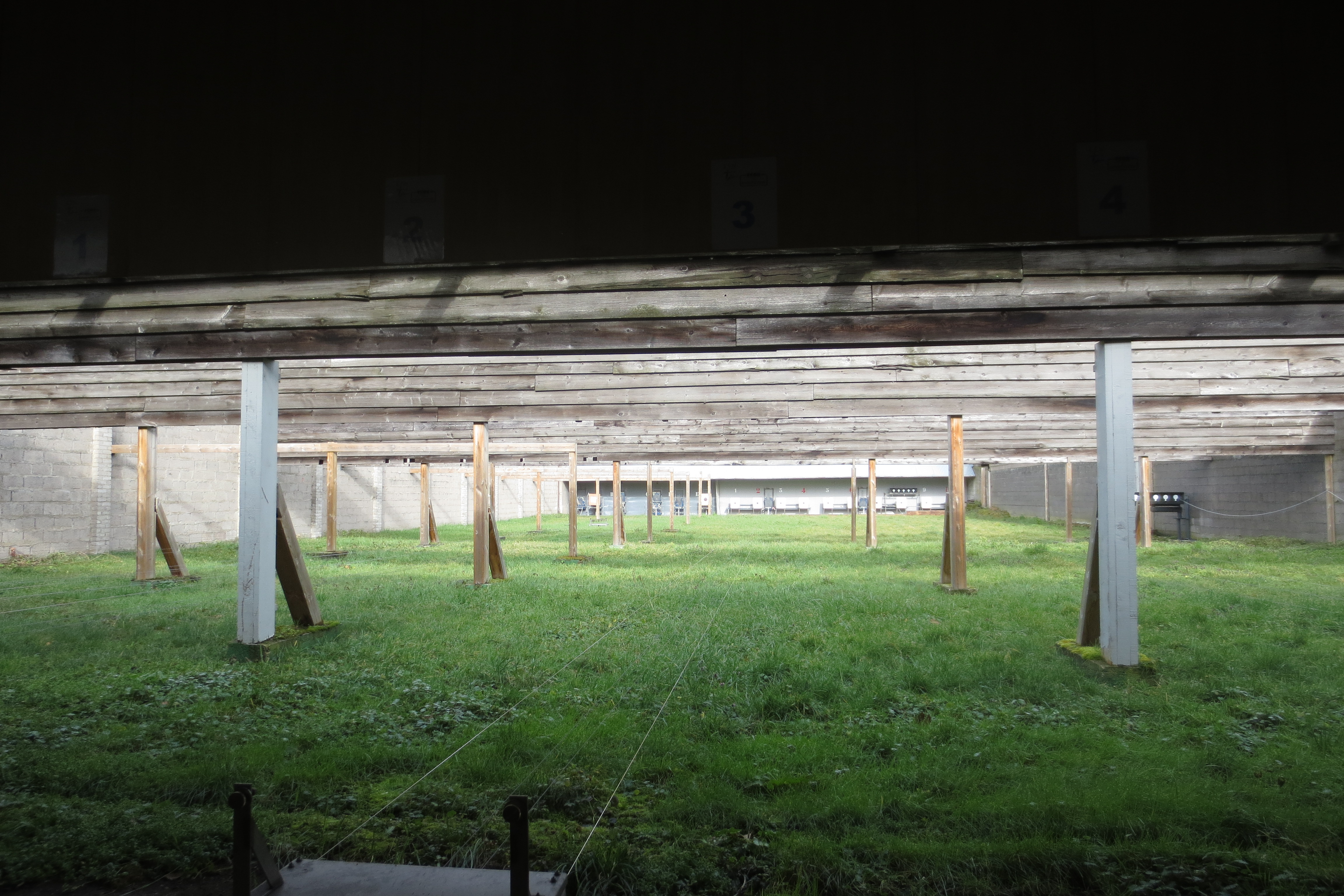
Pas de tir 50 mètres

## Disciplines pratiquées
Pratique du tir sportif de loisir et de compétition dans les disciplines régies par la Fédération française de tir. Les équipements permettent également la pratique du tir sportif handisport.

### 10 mètres
Toutes disciplines carabine, pistolet et arbalète.
Cibles papier, cibles électroniques, ciblerie pour le tir de vitesse.

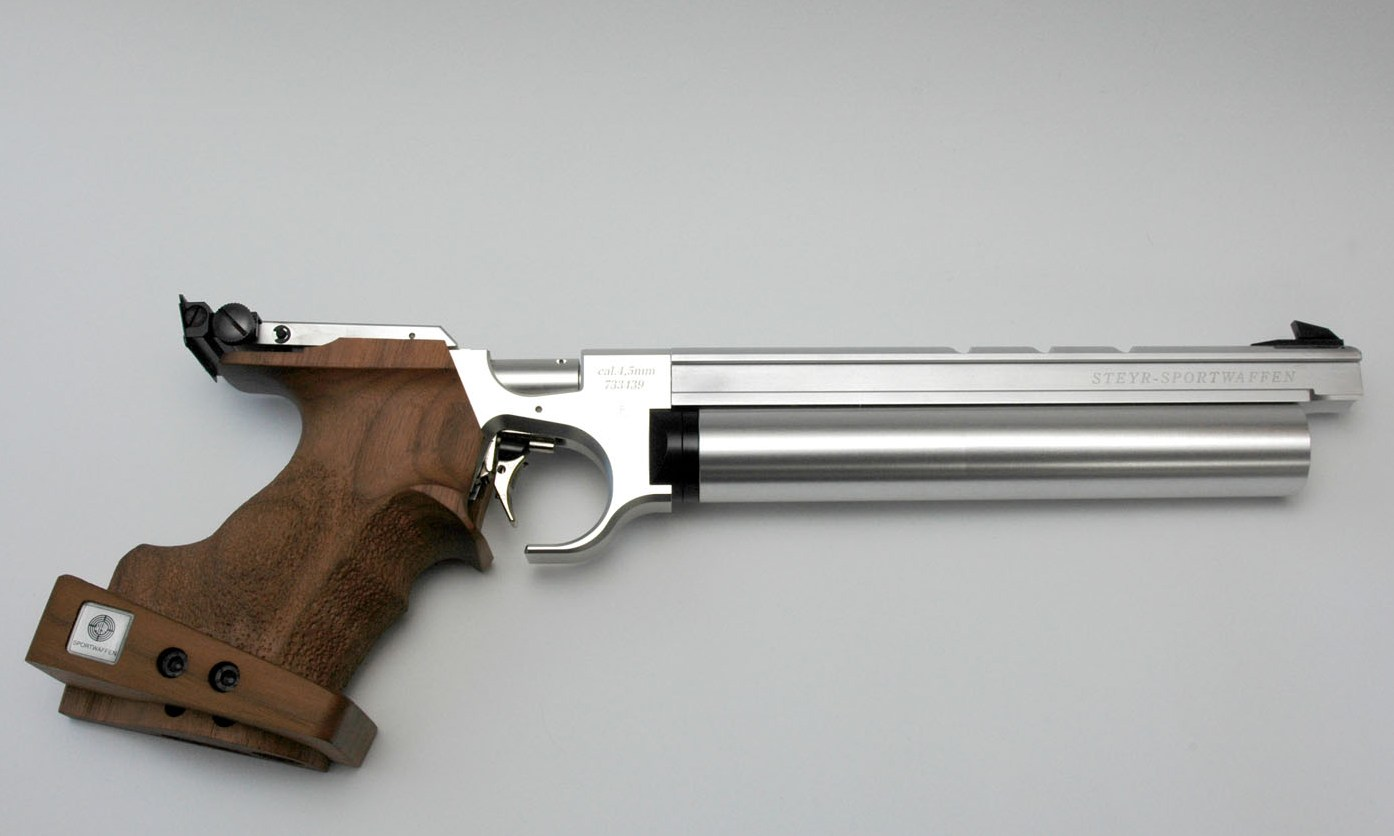
Pistolet calibre .177 (4,5 mm) à air comprimé
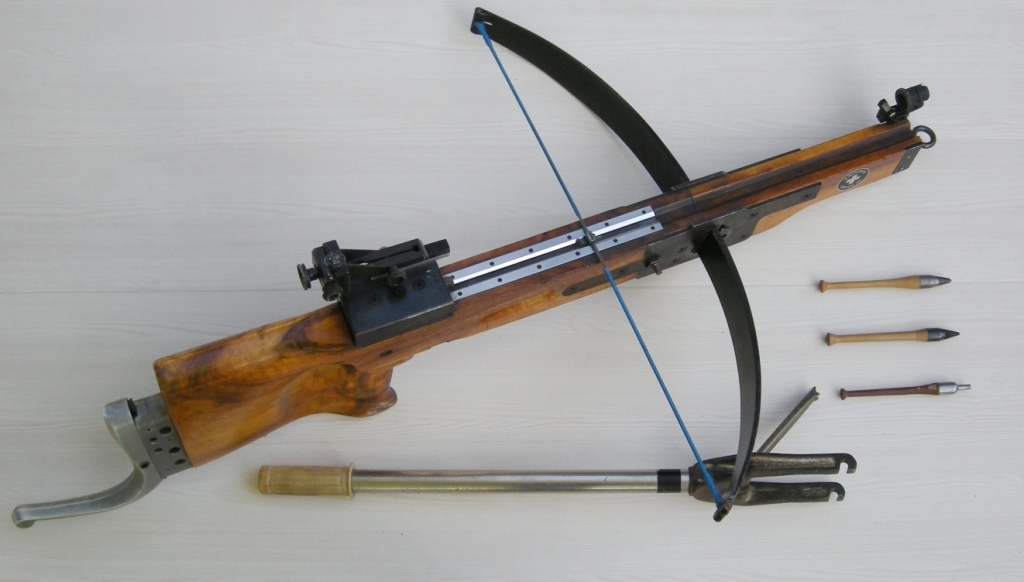
Arbalète match
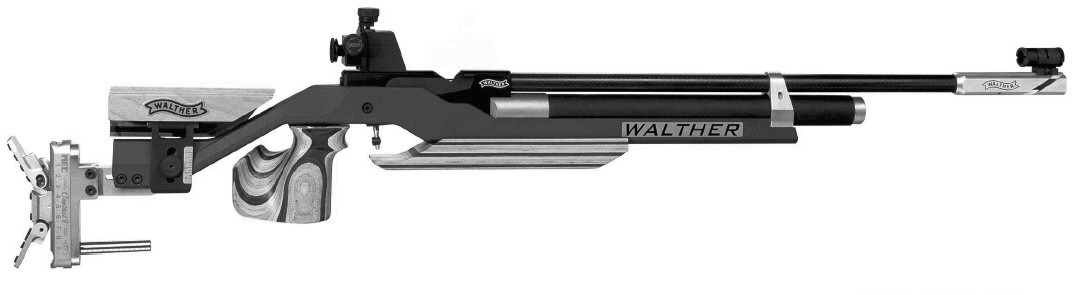
Carabine calibre .177 (4,5 mm) à air comprimé

### 25 mètres
- Pistolet standard, Pistolet sport, Vitesse olympique, Armes anciennes (armes de poing), Tir aux Armes Réglementaires (armes de poing).

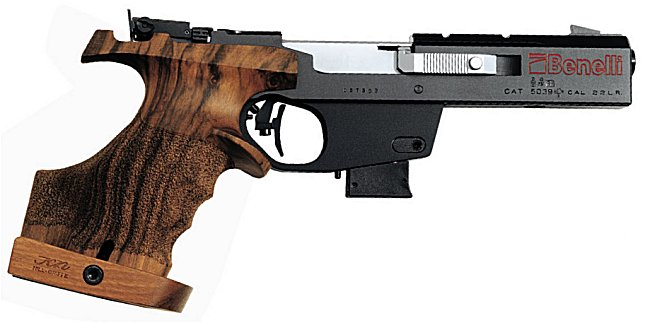
Pistolet de tir sportif calibre .22lr (Pistolet standard...)
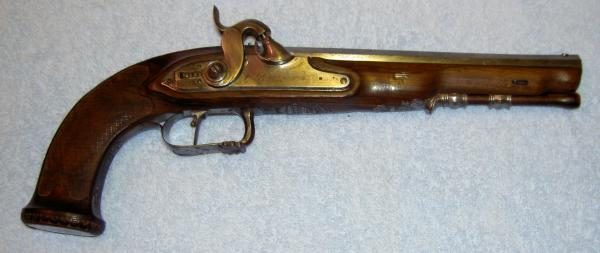
Pistolet à percussion (Armes anciennes)
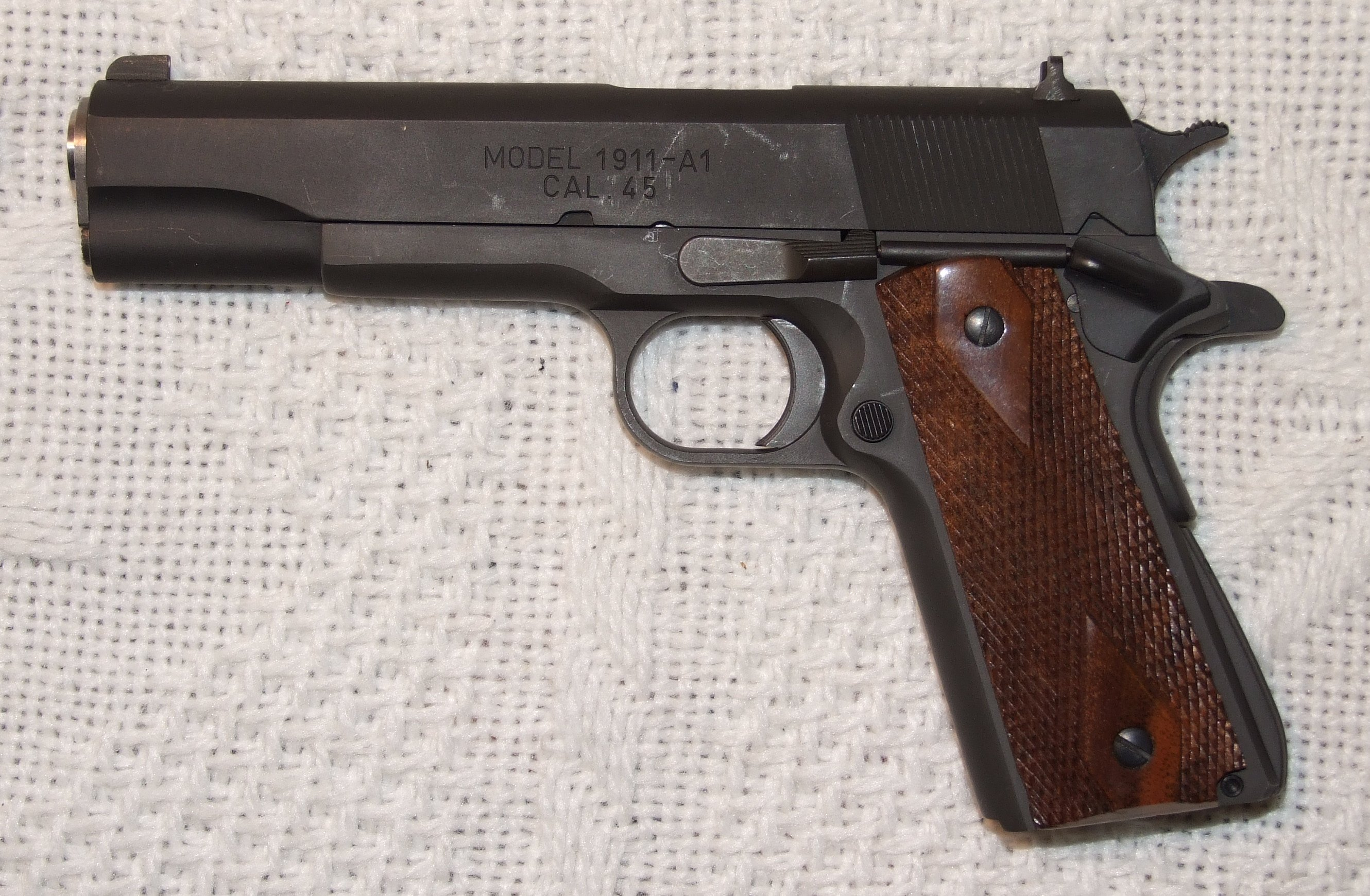
Pistolet semi-automatique (Tir aux Armes Réglementaires)

### 25 et 50 mètres
- Tir aux Armes Réglementaires (armes d'épaule semi-automatique de calibre 22lr ayant l'apparence d'une arme militaire). Cette discipline se tire sur des cibles basculantes dont 5 sont situées à 25 mètres et 5 autres à 50 mètres.

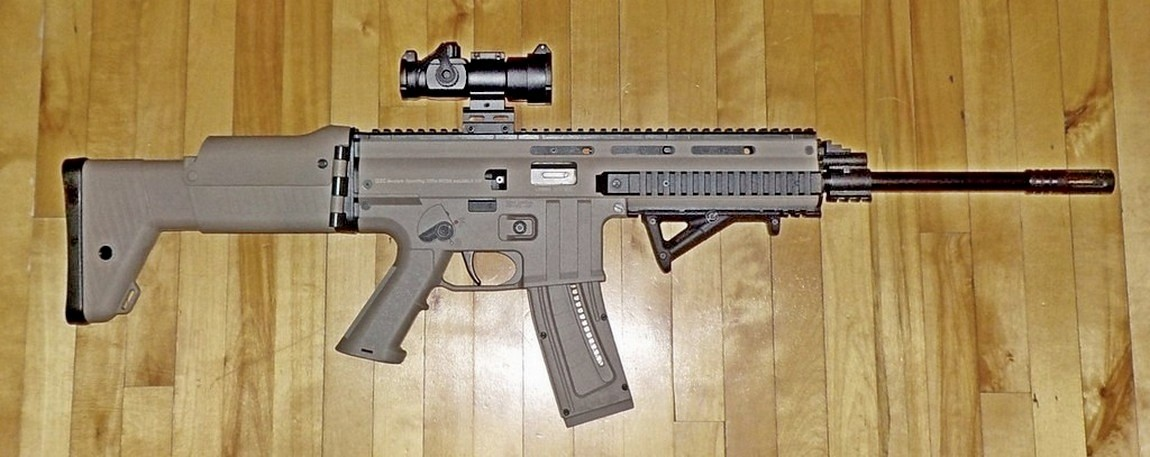
Carabine semi-automatique de calibre 22lr ayant l'apparence d'une arme militaire

### 50 mètres
- Match anglais, Match 3 × 20 (femmes), Match 3 × 40 (hommes), Pistolet libre, Tir aux Armes Réglementaires (carabine d'initiation calibre .22lr uniquement). Ces disciplines se tirent sur des cibles papier ou électroniques.

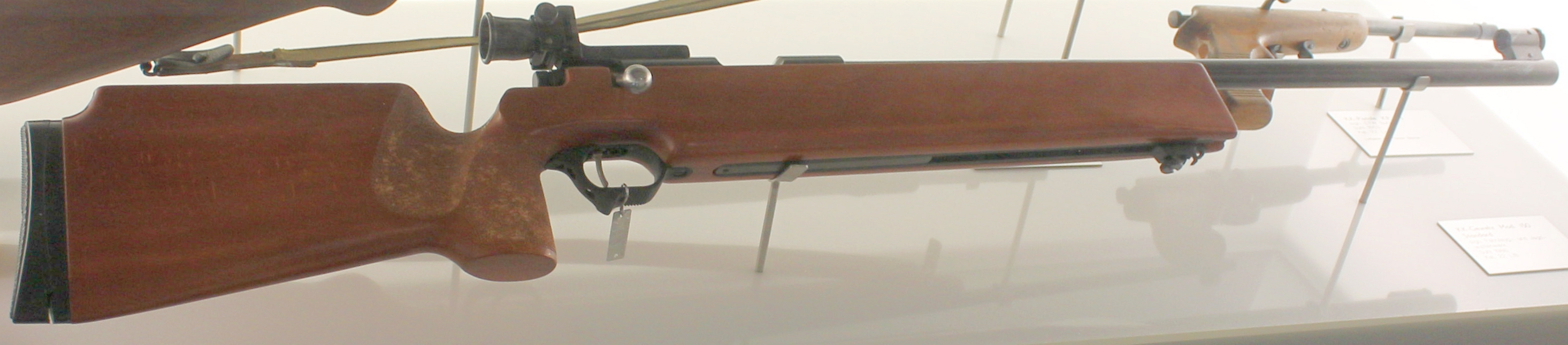
Carabine de tir sportif calibre .22lr
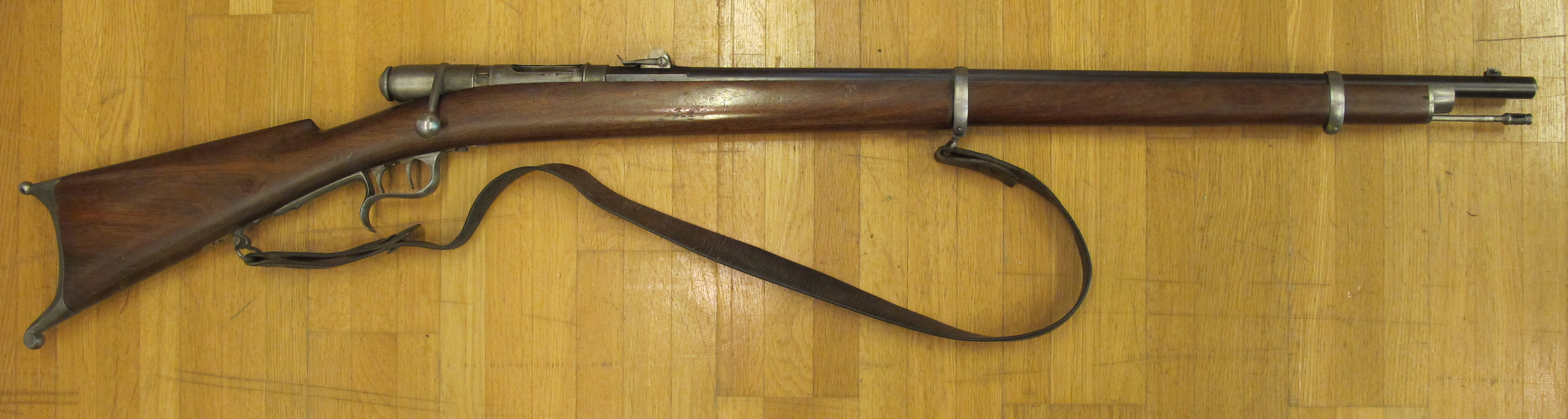
Carabine d'entrainement (Tir aux Armes Réglementaires)
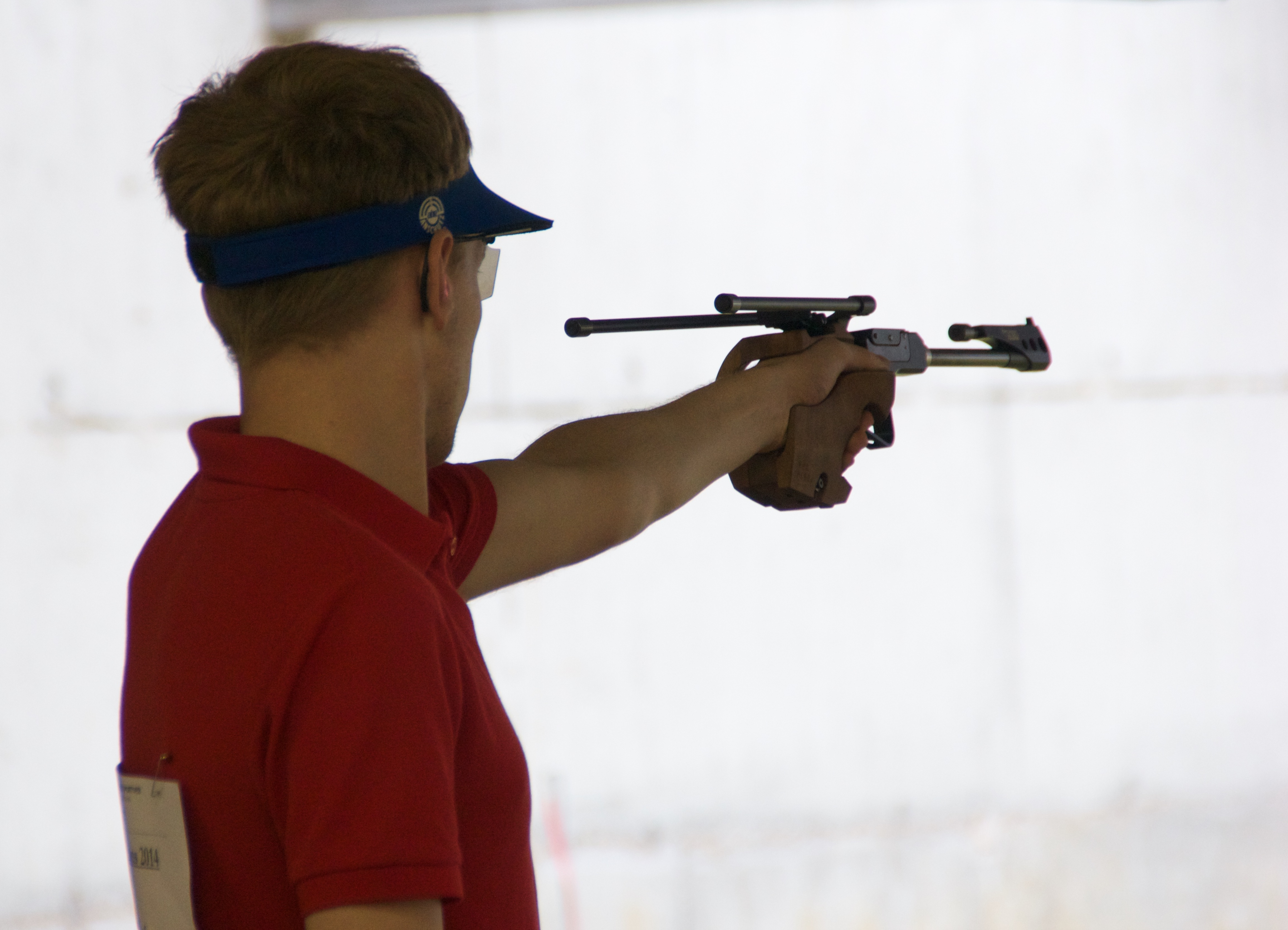
Tit au pistolet libre

## Équipements

### Armes
La Société de tir de Nancy dispose, en propre, d'armes de prêt qui permettent à ses adhérents de pratiquer de nombreuses disciplines : arbalètes, carabines et pistolets.

### Cibles
- Cibles fixes traditionnelles et électroniques;
- Cibles mouvantes;
- Gongs pour armes de poing à 25 mètres;
- Cibles basculantes pour carabine semi-automatique de calibre .22lr à 25 et 50 mètres.

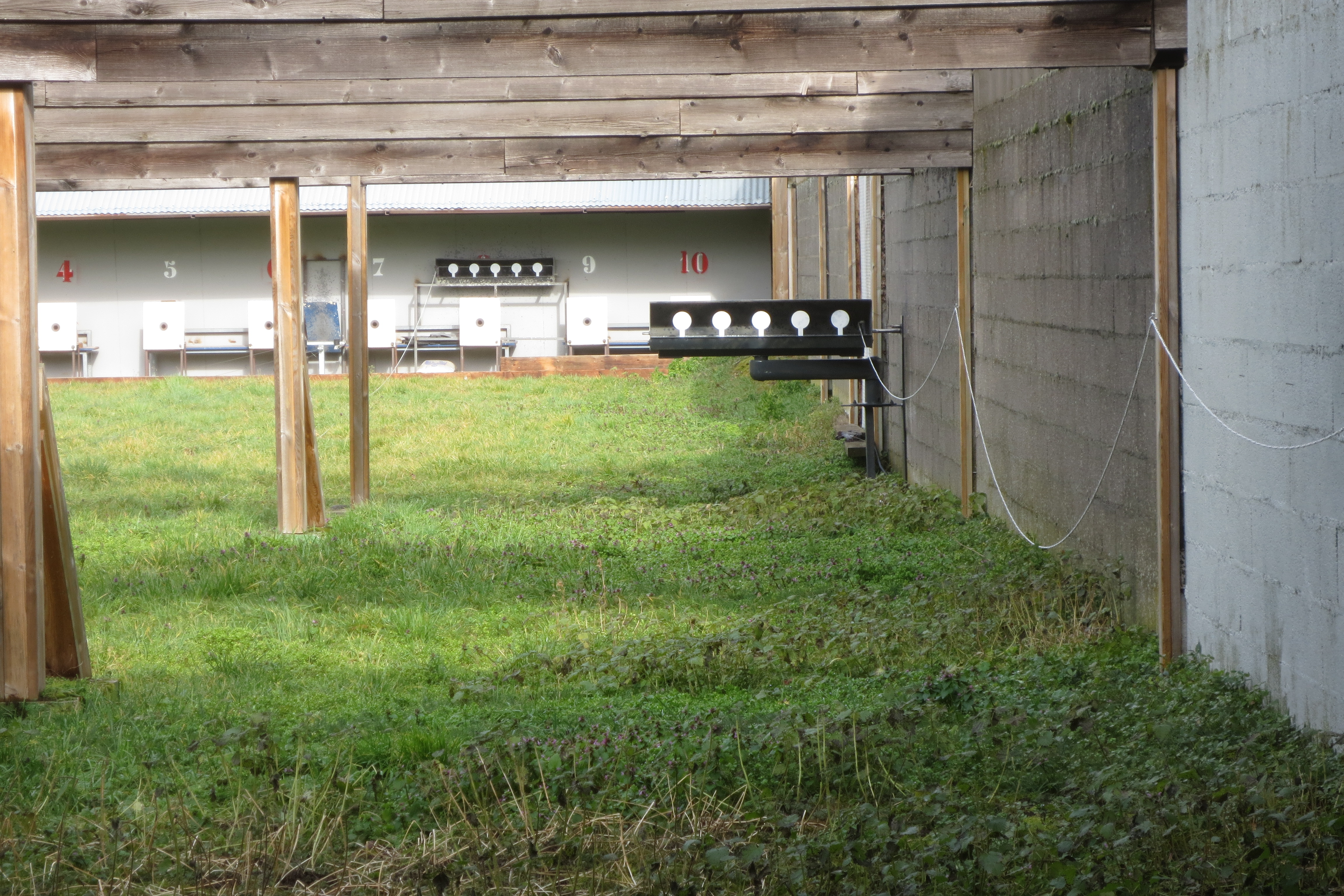
Pas de tir 50 mètres - Cibles basculantes pour carabines semi-auto à 25 et 50 mètres.
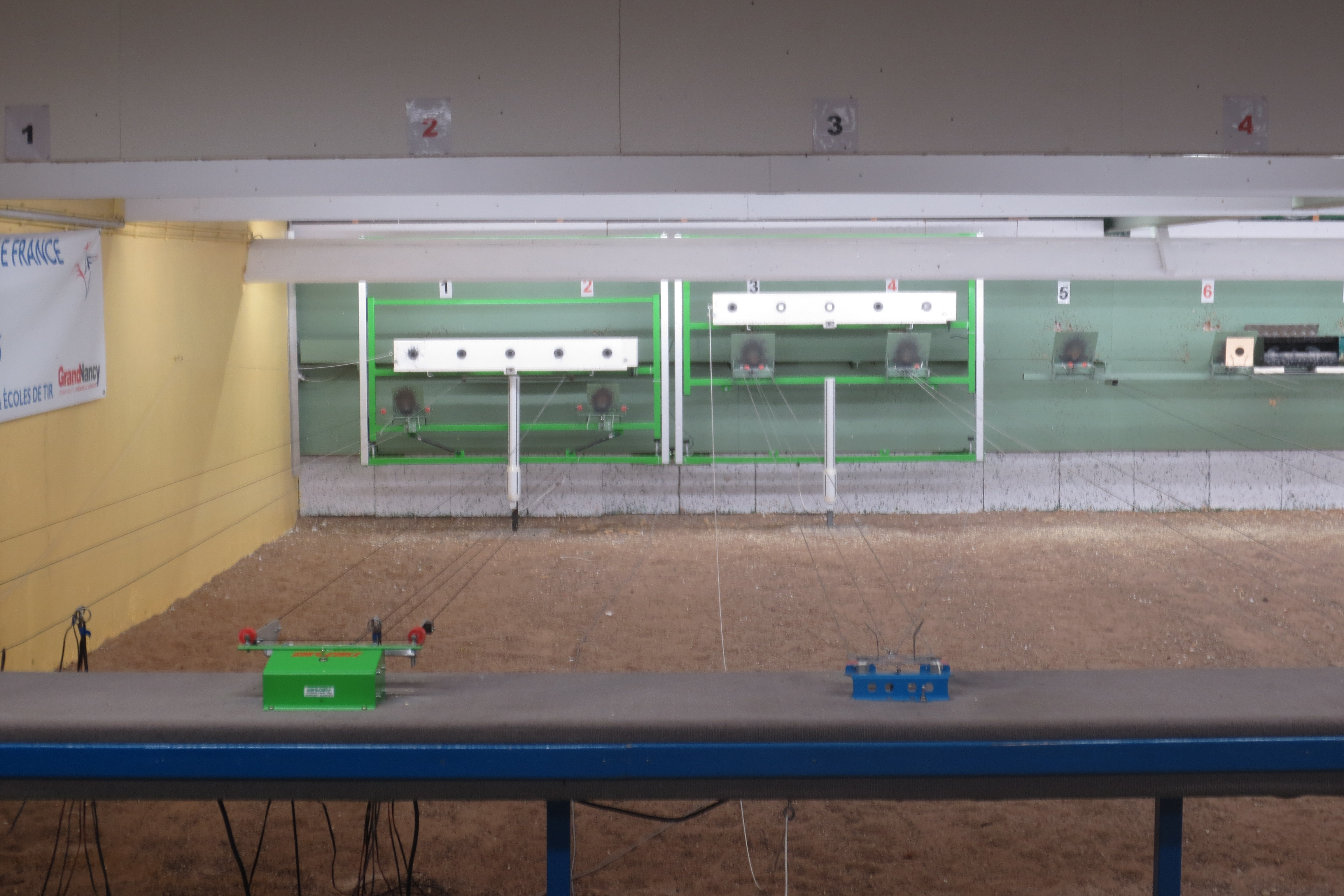
Pas de tir 10 mètres - Ciblerie vitesse.
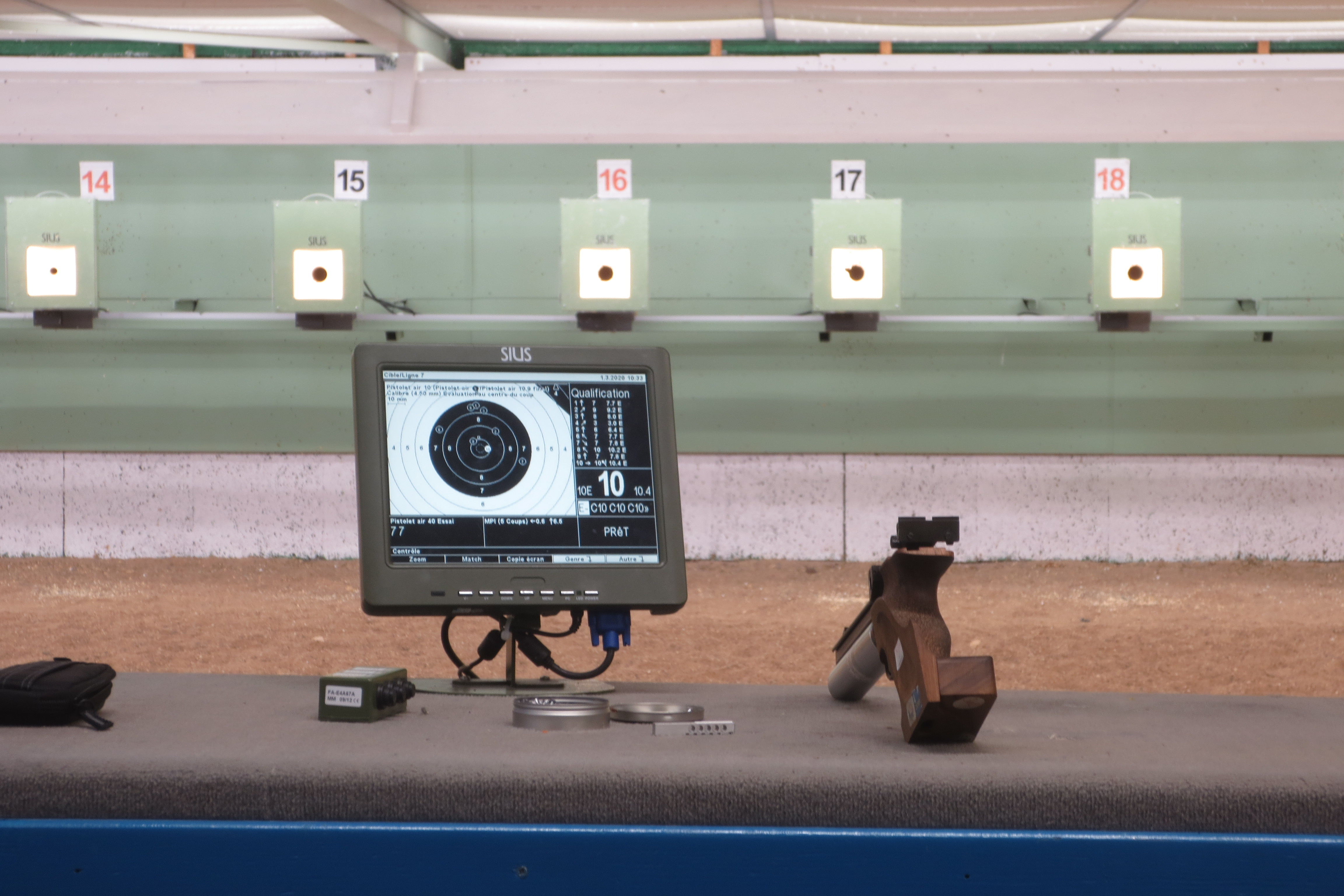
Système de cibles électroniques.

## Palmarès
Seules les performances marquantes sont reprises ici, résultats significatifs nationaux et internationaux dans des compétitions officielles.

### Résultats collectifs
Résultats sportifs nationaux et internationaux des équipes de la Société de tir de Nancy :
- 1900 : médaille d'or de l'exposition de Paris[2].
- 1948 : première place au Challenge Johnson (trois tireurs Lorrains) lors des championnats de France de Tir, à Versailles (Génot, Konsler et Henry de Neufchâteau) « Société de Tir de Nancy », L'éclair de l'Est,‎ 6 juillet 1948.
- 2013-2014 : 10e place au championnat de France des clubs en salle, carabine 10 mètres, division 3[58].
- 2014-2015 : 3e place au championnat de France d'arbalète à 10 mètres par équipe (sénior 1, hommes - Geoffrey Fauconnier, Jean-Marc Malgras et Steve Revel)[59].
- 2016-2017 : 
  - 2e place au championnat de France d'arbalète à 10 mètres (équipe sénior 1, hommes - Geoffrey Fauconnier, Jean-Marc Malgras et Steve Revel)[60].
  - 4e place de 2e division au championnat de France des clubs à Deauville, carabine 10 mètres adulte.
- 2018-2019 : 
  - 3e place au championnat de France 10 mètres à Lorient à l'épreuve Pistolet standard 10 mètres par équipe (sénior 1, hommes - Thomas Delacourt - David Lorain - Pierre Valentin).
  - 3e place au championnat de France 25/50 mètres à Moulins à l'épreuve Pistolet standard 25 mètres par équipe (sénior 1, hommes - Thomas Delacourt - David Lorain - Pierre Valentin)[61]
  - 3e place au championnat de France 25/50 mètres à Moulins à l'épreuve Pistolet percussion centrale par équipe (sénior 1, hommes - Thomas Delacourt - David Lorain - Pierre Valentin)[62].
- 2019- 2020 : 
  - 2e place au championnat de France 10/18 mètres à Niort à l'épreuve Pistolet standard 10 mètres par équipe (sénior 1, hommes - Thomas Delacourt - David Lorain - Pierre Valentin)[63].
  - 7e place au championnat de France 10/18 mètres à Niort à l'épreuve arbalète match par équipe (sénior 1, hommes - Glegola Maxime - Malgras Jean-Marc - Revel Steve)[64].
- 2021-2022 : 
  - 2e place au championnat de France 10/18 mètres à Besançon à l'épreuve Pistolet standard 10 mètres par (équipe sénior 1, hommes - Thomas Delacourt - David Lorain - Pierre Valentin)[65]
  - 4e place au championnat de France 10/18 mètres à Besançon à l'épreuve Pistolet précision 10 mètres (équipe sénior 1, hommes - Thomas Delacourt - David Lorain - Tom Stepanoff)[66]
  - 2e place au championnat de France des clubs pistolet 10 mètres 2e division à Longuenesse (Laurène Teychené - Thomas Delacourt - David Lorain - Tom Stepanoff - Pierre Valentin)[67]
  - 15e place au championnat de France des clubs carabine 10 mètres 2e division à Longuenesse (Victoria Drouin - François Hanzo - Jean-Marc Malgras - Maxime Glegola - Théodore Gosgnack)[68]
  - 2e place au championnat de France 25/50 mètres à Volmerange-les-Mines à l'épreuve Carabine 50m 60 balles couché Juniors garçons par équipe (Adrien-Arslan Chenikhar - Théodore Gosgnack - François Hanzo )[69]
  - 2e place au championnat de France 25/50 mètres à Volmerange-les-Mines à l'épreuve Pistolet 25 mètres (équipe sénior 1, hommes - Thomas Delacourt - David Lorain - Pierre Valentin)
  - 2e place au championnat de France 25/50 mètres à Volmerange-les-Mines à l'épreuve Pistolet standard (équipe sénior 1, hommes - Thomas Delacourt - David Lorain - Pierre Valentin)
- 2022-2023 : 
  - 2e place au championnat de France 10/18 mètres à Montluçon à l'épreuve Carabine 10 mètres par équipe (junior, hommes -  Francois Hanzo, Corentin Graebling et Theodore Gosgnack )[70]
  - 3e place au championnat de France 25/50 mètres à Châteauroux à l'épreuve Carabine 50m 3x20 junior garçons (Corentin Graebling - François Hanzo - Adrien-Arslan Chenikhar)[71]
  - 7e place au championnat de France 25/50/300 mètres à Châteauroux à l'épreuve Carabine 50m 60BC junior garçons (Corentin Graebling - François Hanzo - Adrien-Arslan Chenikhar)[72]
  - 1re place au championnat de France 25/50/300 mètres à Châteauroux à l'épreuve Pistolet 25 mètres (équipe sénior 1, hommes - Thomas Delacourt - David Lorain - Pierre Valentin)[73]
  - 4e place au championnat de France 25/50/300 mètres à Châteauroux à l'épreuve Pistolet percussion centrale 25 mètres (équipe sénior 1, hommes - Thomas Delacourt - David Lorain - Pierre Valentin)[74]
  - 6e place au championnat de France 25/50/300 mètres à Châteauroux à l'épreuve Pistolet libre 50 mètres (équipe sénior 1, hommes - Thomas Delacourt - David Lorain - Pierre Valentin)[75]
  - 6e place au championnat de France 25/50/300 mètres à Châteauroux à l'épreuve Pistolet standard 25 mètres (équipe sénior 1, hommes - Thomas Delacourt - David Lorain - Pierre Valentin)[76]
- 2023-2024 :
  - 2e place au championnat de France de tir à 10/18 mètres à Tarbes à l'épreuve carabine 10 mètres(équipe junior : Théodore Gosgnack - François Hanzo - Adrien-Arslan Chenikhar)[77]
  - 4e place au championnat de France de tir à 10/18 mètres à Tarbes à l'épreuve pistolet standard (équipe sénior 1, hommes - Thomas Delacourt - David Lorain - Pierre Valentin)[78]
  - 7e place au championnat de France de tir à 10/18 mètres à Tarbes à l'épreuve pistolet 10 mètres (équipe sénior 1, hommes - Thomas Delacourt - David Lorain - Steve Thibout)[79]
  - 3e place au championnat de France des clubs de tir à 10 mètres de première division à Haguenau pour l'équipe pistolet (Thomas Delacourt - Thibaut Hagen - David Lorain - Kateline Nicolas - Steve Thibout - Christelle Thiébaud (Coach))[43]

### Résultats individuels
Résultats sportifs nationaux et internationaux significatifs de tireurs adhérents de la Société de tir de Nancy :

#### XXe siècle
- 1924 : M.Petit établi un nouveau record de France au pistolet libre à 50 mètres avec 537 points.
- 1930 : Lucien Genot est troisième au Championnat du monde à Anvers avec un score de 165 - Carabine militaire 300m couché[80].
- 1931 : 
  - Lucien Genot est second au Championnat du monde à Lvov (alors en Pologne) avec un score de 167 - Carabine militaire 300m couché[80].
  - Lucien Genot est second au Championnat du monde à Lvov (alors en Pologne) avec un score de 395 - épreuve FR40PR [80].
  - Lucien Genot est champion du monde de l'épreuve carabine 50 mètres couché[81],[82].
- 1933 :  
  - Lucien Genot, deuxième place, par équipe, aux championnats du monde de l'épreuve carabine 50 mètres debout[83]
  - Lucien Genot, troisième place, par équipe, aux championnats du monde de l'épreuve carabine 50 mètres genoux[84]
  - Pol Konsler : 11ème place au championnat de France au fusil 200 mètres, jeunesse[85].
- 1935 :  
  - Lucien Genot, deuxième place, par équipe, aux championnats du monde de l'épreuve carabine 50 mètres genoux[86]
  - Lucien Genot, troisième place, par équipe, aux championnats du monde de l'épreuve carabine 50 mètres couché[87]
- 1936, 7 août :  René Koch est classé 20e à l'épreuve du pistolet à 50 mètres lors des Jeux Olympiques de Berlin[88],[89].
- 1937 :  
  - Lucien Genot, troisième place, par équipe, aux championnats du monde de l'épreuve carabine 50 mètres genoux[90]
  - Lucien Genot est troisième au Championnat du monde à Helsinki avec un score de 167 - Carabine militaire 300m debout[80].
- 1939 :   Lucien Genot, champion du monde à Luzern avec un score de 530 - 300AR3X20 [80].
- 1948, 3 août : Lucien Genot participe aux Jeux olympiques d'été[91]. à Londres au Royaume-Uni avec le résultat suivant, Carabine 50 mètres : 24e avec 591 points.
- 1950 : Pol Konsler, Champion de France carabine réglementaire à 50 m[92].
- 1952 : 
  - Pol Konsler : 30e place épreuve carabine 50 mètres 3 positions des Jeux olympiques d'été à Helsinki en Finlande[93].
  - Pol Konsler : 33e place épreuve Carabine 50 mètres couché des mêmes Jeux olympiques d'été[93].
- 1965 : 
  - Claude Elmerich, remporte, aux championnats de France à Strasbourg, l'épreuve carabine libre 3 positions, 90 balles, jeunesse[94].
  - Claude Elmerich, remporte, aux championnats de France à Strasbourg, l'épreuve carabine libre couché, 60 balles, junior[94].
  - Claude Elmerich, remporte, aux championnats de France à Strasbourg, l'épreuve carabine standard 3 positions, 60 balles, jeunesse[94].
  - Marie-Odile Masson, remporte, aux championnats de France à Strasbourg, la seconde place de l'épreuve carabine air comprimé 10 mètres, dames[94].
  - Jacky Rocher, remporte, aux championnats de France à Strasbourg, la seconde place de l'épreuve l'épreuve carabine libre couché, 60 balles, junior[94].
  - Gérard Stourme, remporte, aux championnats de France à Strasbourg, la troisième place de l'épreuve carabine air comprimé 10 mètres, junior[94].
- 1968 : Elisabeth Pesson-Konsler  est championne de France de match anglais et championne de match anglais junior.
- 1969 : Elisabeth Pesson-Konsler  est championne d'Europe à Wiesbaden.
- 1971 : Elisabeth Pesson-Konsler  est championne de France de carabine 3 positions.
- 1972 : Elisabeth Pesson-Konsler  est championne de France de match anglais et de carabine 3 positions.
- 1973 : Elisabeth Pesson-Konsler  est championne de France de carabine 3 positions.
- 1978 : Sylvie Thérel est championne de France de carabine 10 mètres, et deuxième au pistolet 10 mètres.
- 1980 : Sylvie Thérel est championne de France de carabine 3×20.
- 1980 : Sylvie Thérel est 3e au championnat de France de carabine 10 mètres[95].
- 1984 : Sylvie Thérel est championne de France de carabine 10 mètres[96].

#### XXIe siècle
- 2009-2010 : 
  - Thomas Delacourt : 7e place épreuve pistolet 25 mètres vitesse olympique aux championnats de France.
  - Pierre Valentin est champion de France universitaire au pistolet à 10 mètres.
- 2010-2011 : 
  - Thomas Delacourt : 8e place épreuve pistolet 25 mètres vitesse olympique aux championnats d'Europe.
  - Thomas Delacourt : 16e place épreuve pistolet standard 25 mètres aux championnats d'Europe.
  - Thomas Delacourt : 25e place épreuve pistolet 25 mètres aux championnats d'Europe.
  - Thomas Delacourt : 5e place épreuve pistolet 10 mètres vitesse olympique aux championnats de France.
  - Thomas Delacourt : 2e place épreuve pistolet standard 10 mètres aux championnats de France.
  - Thomas Delacourt : 3e place épreuve pistolet 25 mètres vitesse olympique aux championnats de France.
- 2011-2012 : 
  - Thomas Delacourt : 7e place épreuve pistolet 25 mètres vitesse olympique aux championnats d'Europe.
  - Thomas Delacourt : 9e place épreuve pistolet 25 mètres vitesse olympique aux championnats du monde universitaire.
  - Thomas Delacourt : 3e place épreuve pistolet 25 mètres vitesse olympique aux championnats de France.
- 2015-2016
  - Brigitte Crouteaux : 3e au Championnat de France 10/18m à Montluçon - Séniors 2 - HP - R3 Carabine 10 Mètres 60 Balles couché[97]
  - Brigitte Crouteaux : 3e au Championnat de France 25/50/300m à CNTS - Séniors 2 - HP R6 - Carabine 60 Balles couché 50 m[97].
  - Thomas Delacourt : 6e place lors de l'épreuve de Vitesse Olympique aux championnats de France 25/50 m[98].
- 2016-2017, Thomas Delacourt : 6e place lors de l'épreuve de Vitesse Olympique aux championnats de France 25/50 m[99].
- 2017-2018, Thomas Delacourt : 6e place lors de l'épreuve de Vitesse Olympique aux championnats de France 25/50 m
- 2018-2019 : 
  - David Lorain : 1re place épreuve pistolet percussion centrale 25 mètres aux championnats de France à Moulins[62].
  - David Lorain :  2e place place lors de l'épreuve de tir au pistolet standard lors des 42èmes championnats de France de tir à 25/50 mètres organisés à Moulins[61]
  - Thomas Delacourt : 6e place lors de l'épreuve de Vitesse Olympique aux championnats de France 25/50 m[100].
- 2019-2020 : Thomas Delacourt : 2e place lors de l'épreuve pistolet standard du championnat de France 2020 10/18m à Niort[63].
- 2021-2022 : 
  - David Lorain : 5e place lors de l'épreuve pistolet libre du championnat de France 2022 25/50m à Volmerange-les-Mines
  - Thomas Delacourt : 6e place lors de l'épreuve pistolet vitesse olympique  du championnat de France 2022 25/50m à Volmerange-les-Mines[101]
- 2022-2023 : 
  - David Lorain : 2e place au championnat de France 10/18 mètres à Montluçon à l'épreuve pistolet 10 mètres[102],[103].
  - Thibaut Hagen : 3e place au championnat de France 10/18 mètres à Montluçon à l'épreuve pistolet 10 mètres junior[104]
  - Thomas Delacourt : 4e place au championnat de France 10/18 mètres à Montluçon à l'épreuve pistolet vitesse 5 cibles 10 mètres[105]
  - David Lorain : 3e place au championnat de France 25/50/300 mètres à Châteauroux à l'épreuve pistolet 25 mètres S1[73].
  - David Lorain : 3e place au championnat de France 25/50/300 mètres à Châteauroux à l'épreuve pistolet libre 50 mètres S1[75].
  - David Lorain : 7e place au championnat de France 25/50/300 mètres à Châteauroux à l'épreuve pistolet percussion centrale 25 mètres S1[74].
  - Thibaut Hagen : 3e place au championnat de France 25/50/300 mètres à Châteauroux à l'épreuve pistolet 25 mètres junior[106].
  - Thibaut Hagen : 5e place au championnat de France 25/50/300 mètres à Châteauroux à l'épreuve pistolet vitesse olympique 25 mètres junior[107].
  - Thibaut Hagen : 6e place au championnat de France 25/50/300 mètres à Châteauroux à l'épreuve pistolet libre 50 mètres junior[108].
  - Thomas Delacourt :  10e place au championnat de France 25/50/300 mètres à Châteauroux à l'épreuve Pistolet vitesse olympique[109]
- 2023-2024 : 
  - Thibaut Hagen : 1re place au championnat de France 10/18 mètres à Tarbes à l'épreuve pistolet vitesse 5 cibles junior[110],[111],[112]
  - Thibaut Hagen : 3e place au championnat de France 10/18 mètres à Tarbes à l'épreuve pistolet standard junior[113]
  - Thibaut Hagen : 4e place au championnat de France 10/18 mètres à Tarbes à l'épreuve pistolet 10 mètres junior[114]
  - Thibaut Hagen : 3e place au championnat de France universitaire de Brie Comte Robert, épreuve pistolet 10 mètres[115]

- 2024-2025 : 
  - Thibaut Hagen : 1re place au championnat de France 10/18 mètres au Centre national de tir sportif de Chateauroux à l'épreuve pistolet 10 m junior[116]
  - Vinceant Peteau : 2ème place au championnat de France 10/18 mètres au Centre national de tir sportif de Chateauroux à l'épreuve pistolet standard sénior 2.